# Transport masy
Transport masy, wymiana masy, przepływ masy – dział inżynierii procesowej oraz inżynierii mechanicznej zajmujący się badaniem, modelowaniem i zastosowaniem przepływu netto materiałów z jednego miejsca w inne. Należy do grupy zjawisk transportowych i wykazuje analogie z przepływem innych wielkości zachowywanych ilościowo, na przykład wymianą ciepła oraz transportem pędu.
Transport masy jest najczęściej powodowany przez dyfuzję (spontaniczny ruch molekuł), konwekcję (ruch makroskopowy ośrodka) oraz migrację (ruch wymuszony polem siłowym, to znaczy gradientem energii potencjalnej), chociaż często wyróżnianych jest wiele innych specyficznych mechanizmów transportu użytecznych w opisie zjawisk (na przykład adwekcja, dyspersja, termodyfuzja, sedymentacja, elektroforeza). W szczególności jest to transport międzyfazowy.

## Zastosowanie
Transport masy ma fundamentalne znaczenie w opisie wielu zjawisk w fizyce, chemii, biologii oraz dyscyplinach pokrewnych (astronomia, geologia, elektrochemia, meteorologia, ochrona środowiska), a także niezliczone zastosowania praktyczne w wielu dziedzinach aktywności ludzkiej. Wiele zjawisk wymaga transportu substratów do miejsca reakcji, a następnie transportu produktów reakcji z tego miejsca.

## Mechanizmy transportu masy
rodzaj dyfuzji – siła napędowa
- dyfuzja cząsteczkowa – gradient stężenia
- dyfuzja termiczna – gradient temperatury
- dyfuzja ciśnieniowa – gradient ciśnienia
- dyfuzja wymuszona – na przykład przez pole elektryczne